# 競り下げ方式
入札における競り下げ方式（せりさげほうしき）とは、行政改革実行法案に盛り込まれた行政コストの経費削減のための手法。

## 概要
競り下げ方式は、EU、米国、韓国などの諸外国では、財政再建の切り札として導入され成功している。日本では、2010年7月4日の菅政権時の閣議決定によって、競り下げの試行をスタートした。施行の結果、平均17％の行政コスト削減が可能であることが分かったため、民主党行政刷新プロジェクトチームでも「事業仕分けを超える最大の歳出削減」としている。
そのため、行政改革調査会の行政改革実行法案の骨子には、「競り下げの方法を活用した調達の実施に係る措置」が盛り込まれた。しかし、官公需組合受注確保協議会などから歳出削減への抵抗があり、実際の本格導入については難航している。

## 競り下げ方式の手法
従来型の入札方式は、たった一回の入札で仕事を発注する仕組み。それに比べて「競り下げ」方式は、一定時間内に複数の取引先に繰り返し最安値を競わせる仕組み。
一度目の入札で高い値段を示して受注できなかった業者が、いちばん安い価格を提示した業者よりも「値引き」ができる場合、さらに安い価格をインターネットを活用しながら、提示できる。そこから、さらに他社が入札価格を何度も下げることができるため、限界までのコスト改善効果が見込める。

## 政府の「平成23年度　競り下げ試行」の結果
政府の行政刷新会議では「公共調達改革プログラム」に基づいて、95件の平成23年度「競り下げ試行」を実施した。その結果、行政コストは平均17.04％削減でき、合計3722万5338円の節約に成功した。主な結果は以下のとおり。
はたちの献血ポスター
（H22）73万1240円　→　（H23）40万円
医薬品報告書（1冊あたりの印刷費）
（H22）2640円　→　（H23）866円
トナーカートリッジ
（H22）17100円　→　（H23）15700円
トイレットペーパー
（H22）62円　→　（H23）35円
封筒（1枚あたり）
（H22）3.82円　→　（H23）3.42円
段ボール
（H22）98円　→　（H23）93円
タイルカーペット
（H22）420円　→　（H23）345円
交通事故統計年報
（H22）88万円　→　（H23）49万6000円
行政コストは、平均17％の削減率という著しい効果を発揮できた一方で、「シュレッダー」や「製本機」など、ほとんど効果を挙げられなかった支出も存在した。そのため、競合他社の少ない支出にはコスト削減効果が薄いが、競合他社の多い支出には劇的な削減効果をあげるという特徴がわかり始めた。

## 行政改革実行法案
「平成23年度競り下げ施行」における行政コスト削減の好結果を受けて、行政改革実行法案の骨子に盛り込まれた。同法案の骨子では、「競り下げの方法を活用した調達の実施に係る措置」として「競り下げの方法を活用した調達については、経費の削減が見込まれる品目等を対象として、その対象となる範囲を試験的に拡大するとともに、効果等につき十分な検証を行ったうえで、円滑かつ適正に実施するために必要な措置を講ずるものとする。」という文言が盛り込まれた。また、「各府省における調達に関する目標及び計画の作成に係る措置」として各府省に競り下げ方式や共同調達などの調達改善計画の策定を義務付ける規定が盛り込まれた。

## 諸外国における競り下げの事例
諸外国においては、競り下げ方式のことをリバースオークションという。
EU、米国、韓国などの諸外国では、「競り下げ」という入札方式を用いることで、行政コストを劇的に削減することに成功している。
財政赤字は各国で同じだが、英国は歳出削減と増税の比率を「歳出削減8：増税2」の比率とした。米国は、民主党と共和党の激しい論争の末、「歳出削減10：増税0」の比率となった。その一方、日本は、競り下げの導入が遅れていることもあり、ほとんどが増税という方向になりつつある。

### 米国の例
米国のオバマ政権も、さまざまな歳出削減策の一つとして行政の発注のコスト改革に着手している。
二〇〇九年にはAcquisition and Contracting Improvement Plans（直訳すれば調達契約改善計画）を策定し、調達や契約の改善による予算効率化の目標額を省庁別・分野別に設定し、全体では年間四〇〇億ドル（3.3兆円）としている。

### EUの例
EUのフレームワークでも、リバースオークション（＝競り下げ）は規定されている。英国などでは、リバースオークション・共同調達などの改革で、調達コストが14％削減できたとされている。

## 日本での競り下げの導入へ向けた動き
- 2010年
  - 3月18日 民主党国土交通質問研究会で競り下げを議論
  - 6月1日 民主党 マニフェスト委員会で「競り下げ方式」を議論
  - 7月4日 政府が「競り下げ方式」の試行の方針を決めた閣議決定[9]
  - 8月30日 文部科学省政務三役会議でも決定[3]
  - 9月3日 大阪府が競り下げ入札を試行
  - 9月30日 行政刷新会議が「公共サービス分科会」を設置
  - 10月27日 衆・内閣委員会で民主党の岸本議員が「競り下げ」について質疑
  - 12月1日 蓮舫刷新相による競り下げ方式を視察[10]
- 2011年
  - 2月1日 民主党中小企業政策議員連盟で批判意見
  - 2月16日 民主党行政刷新プロジェクトチームで推進の方向性を決める[8]
  - 3月10日 民主党行政刷新プロジェクトチームで「郵便事業株式会社の競り下げ」のヒアリング
  - 3月23日 コピー用紙の購入に係る競り下げの試行
  - 8月19日 競り下げの試行結果の公表・・13件で16.67%の成果。合計12,085,910円の効果。[11]
  - 8月30日 民主党行政刷新プロジェクトチーム事務局次長の村井宗明議員が「総理、増税よりも競り下げを」（ダイヤモンド社）を出版 [3]
  - 11月16日　国会版・事業仕分けで競り下げが提案される[12]
- 2012年
  - 1月31日　内山晃議員が野田佳彦首相に衆院本会議で質問[13]
  - 2月22日　松木謙公議員が野田佳彦首相に衆院予算委員会で質問[14]
  - 2月29日　行政改革実行法案の骨子が発表

## 競り下げに関するマスコミの報道
- 2010年
  - 4月23日 朝日新聞（マニフェスト修正案での競り下げ導入）[15]
  - 7月5日 日経新聞（閣議決定を報道）[1]
  - 7月23日 日経新聞（上記の詳細）
  - 8月26日 ニューモデルマガジンX
  - 8月31日 日刊ゲンダイ
  - 12月1日 時事通信（蓮舫刷新相による競り下げ方式の視察）
  - 12月2日 朝日新聞（競り下げ導入検討）
- 2011年
  - 4月23日 ニューモデルマガジンX「競り下げ入札で3兆円浮く」
  - 8月26日 日刊ゲンダイ「競り下げの試行結果」
  - 9月26日 テレビ朝日・サンデーフロントライン「競り下げ方式」[16]
  - 10月3日 AERA「競り下げが最後の切り札」[17]
  - 12月15日　日刊ゲンダイ「競り下げ方式」の活用
- 2012年
  - 2月20日　週刊ポスト　「競り下げ」という「予算圧縮」の魔法の杖
  - 2月27日　共同通信社「入札の競り下げで17％削減

## 競り下げに関する出版物
- 「総理、増税よりも競り下げを！脱・お役所価格で財政再建」（ダイヤモンド社・1,575円・村井宗明著・ISBN：9784478016664）・・競り下げの提案者である村井宗明議員（民主党行政刷新プロジェクトチーム事務局次長）が自ら解説した出版物[3]
- 「会社のコストを利益に変える リバースオークション戦略」（東洋経済新報社・1,680円・谷口 健太郎著）・・民間企業における競り下げ（リバースオークション）の導入によりコスト削減をした事例集

## 業者の賛否両論
立場によって導入に関しての意見は180度対立する。
反対意見
すでに、国の仕事を請け負っている法人・企業等で作る官公需組合受注確保協議会は、「民間企業が安く値切るのはわかるが、行政まで民間並みの安いコストにされてしまうと、私たちの経営が厳しくなる。」「私たちは国との信頼関係を築いてきたのに、国との信頼関係のない一般の企業が大量に参入してきてしまう。」と、競り下げ導入の閣議決定に反発した。
賛成意見
今まで、国の仕事を受注できていなかった企業は立場が逆で、「国の仕事のほとんどには、参入したくても参入できない。いつも一部の「お決まり業者」だけが契約を取る慣習になっている。コネのない普通の中小企業が、国の仕事を受けようとすれば、ほとんどが「孫請け」か「ひ孫請け」になってしまう。その場合、「お決まり業者」に利益をピンハネされている。安くなっても、競り下げ方式などの公平で透明な入札制度の方がいい。」としている。

## 競り下げを導入している主な民間企業
コスト削減が必要な民間企業では、調達方式を「競り下げ方式」に変えつつある。すでに、800社以上が導入しているとされる。民主党行政刷新プロジェクトチームの資料による「競り下げ導入企業」は下記の通り
アサヒビール、イトーヨーカ堂、財団法人茨城県開発公社、オリエントコーポレーション、近畿日本鉄道、ジェーシービー、セブン-イレブン・ジャパン、セブン＆アイ・フードシステムズ、全日本空輸、ソフトバンク、そごう・西武、第一興商、ダイエー、髙島屋、タカラトミー、学校法人中央大学、独立行政法人都市再生機構、独立行政法人労働者健康福祉機構、東京海上日動あんしん生命保険、東日本高速道路、富士電機ホールディングス、三井金属鉱業、郵便事業株式会社、横浜ゴム、ヨークベニマル、Olympic、日本トイザらス、日本百貨店協会、リクルート

## 地方議会での問題
地方の市議会議員、特に町議会議員・村議会議員の実態では、その地方自治体から仕事をもらっている企業の経営者の方が議員になる確率が高い。議員の中には企業の経営が本業であり、議員が副業という方が多い。（町村議会議員の給料は十数万円のところが多く、本業にはなり得ないため）こういった状態にある多くの議会、その地方議員が経営してきた受注業者を相手に調達担当の地方公務員がコスト改善を要求することは、非常に困難なケースとなると言われている。

## 「官民価格差」とは
同じ物を同じ量だけ購入しても、民間企業と公共機関では支払う金額が違う。利益が必要な民間企業では、コスト削減に取り組んでいるため、大量に物を購入する時には、定価から2割から3割は「値切る」ことが常識となっている。しかし、行政では、最初の予算どおりにお金を使うため、「定価」での購入に対してまったく問題意識がなく、値切り交渉をする慣習もシステムもない。そのため、必死に値切る民間企業の「民間価格」より、公共機関の「お役所価格」はどうしても高くなってしまう傾向にある。
「競り下げ」方式を導入すれば、従来の「お役所価格」ではなく、民間企業並みの「市場価格」で公共機関が物資を調達することが日本でも可能となる。「競り下げ」は「官民価格差」を解消させ、「お役所価格」をなくす効果があると言われている。しかし、業者からは、その金額を民間並みに下げること自体に反発意見もある。